# 謝敏男
謝敏男（1940年8月9日—），台灣職業高爾夫名將，曾經在1982年日本巡迴賽連續三星期十二輪的比賽中均低桿領先，連贏三場比賽，職業生涯獲獎無數。也熱心公益培植後進，擔任過1994亞運教練並獲得雙料冠軍。也擔任過王朝杯亞洲隊的隊長。
謝敏男在1965年21歲就奪得世界業餘的艾森豪盃冠軍，隨後轉入職業，1972年獲得職業世界盃冠軍，是世上唯一與傑克尼克勞斯（Jack Nicklaus）一樣，同時擁有世界盃職業與業餘冠軍之人。
1972年他和呂良煥於共同贏得在皇家墨爾本高爾夫球場舉辦的世界杯高爾夫賽，謝敏男還得到個人冠軍，他們正紅的時代，台灣也被譽為亞洲高爾夫王國。謝敏男是台灣高壇長青樹。直到現在已80歲，還能參加比賽，也還有在長春賽贏球的實力。他是台灣的傳奇運動員。

## 生平
謝敏男於1940年出生在台北，從小就住在淡水球場第13洞果嶺後方，12歲就利用課餘到球場揹球桿。獲得老淡水球場培養，亦獲貴人衣復恩將軍提拔，二十出頭即展露頭角。
1962年謝敏男在國慶盃比賽獲得亞軍，贏得他生平第一套球桿。1964年與郭吉雄出征羅馬的艾森豪盃，取得個人冠軍頭銜；獲中華民國十大傑出青年。1965年轉職業後兩年，轉往日本發展，同年立刻拿下關東公開賽冠軍，也因為陳清水的提攜，最後還成為陳清水的二女婿。1971年獲得亞洲巡迴賽總冠軍。他隨後主戰場在日本高爾夫巡迴賽，獲得多次冠軍。

## 賽事冠軍
- 1971年亞洲巡迴賽總冠軍
- 1972年泰國公開賽
- 1972年世界盃個人暨團體冠軍
- 1975年中華高爾夫錦標賽
- 1975年亞洲巡迴賽總冠軍
- 1977年香港公開賽
- 1977年中國公開賽
- 1979年日本職業錦標賽
- 1980年菲律賓公開賽
- 1982年高爾夫文摘杯 東海公開賽 石橋公開賽
- 1984年鳳凰杯公開賽